# Grundtjärnen (Älvdalens socken, Dalarna, 681852-137803)
Grundtjärnen är en sjö i Älvdalens kommun i Dalarna och ingår i Dalälvens huvudavrinningsområde. Sjön har en area på 0,0751 kvadratkilometer och ligger 542,7 meter över havet.

## Delavrinningsområde
Grundtjärnen ingår i det delavrinningsområde (681890-137807) som SMHI kallar för Mynnar i 682484-137646. Medelhöjden är 548 meter över havet och ytan är 5,75 kvadratkilometer. Det finns inga avrinningsområden uppströms utan avrinningsområdet är högsta punkten. Vattendraget som avvattnar avrinningsområdet har biflödesordning 3, vilket innebär att vattnet flödar genom totalt 3 vattendrag innan det når havet efter 417 kilometer. Avrinningsområdet består mestadels av skog (74 procent) och sankmarker (22 procent). Avrinningsområdet har 0,19 kvadratkilometer vattenytor vilket ger det en sjöprocent på 3,3 procent.